# يوأنس الثالث (بابا الإسكندرية)
يوحنا الثالث أو يوأنس الثالث المعروف بـ يوحنا السمنودي، بابا الإسكندرية وبطريرك الكرازة المرقسية للأقباط الأرثوذكس رقم 40. أصله من سمنود، وأقام بطريركاً 9 سنوات، في الفترة من 27 نوفمبر عام 680 حتى 27 نوفمبر عام 689 م، وتوفي.